# Lugy

Lugy este o comună în departamentul Pas-de-Calais, Franța. În 2009 avea o populație de 145 de locuitori.